# ماري ربيع
ماري ربيع (بالإنجليزية: Mari Rabie)‏ هي تريثلت جنوب أفريقية، ولدت في 10 سبتمبر 1986 في كيب تاون في جنوب أفريقيا.

## وصلات خارجية
- ماري ربيع على موقع اتحاد الترياتلون الدولي (الإنجليزية)
- ماري ربيع على موقع IAT Triathlon Database (الإنجليزية)
- ماري ربيع على موقع أوليمبيديا (الإنجليزية)
- ماري ربيع على موقع اتحاد ألعاب الكومنولث (مؤرشف) (الإنجليزية)
- ماري ربيع على موقع دورة ألعاب الكومنولث 2006 (مؤرشف) (الإنجليزية)